# Се (Лиссабон)
Се (порт. Sé) — район (фрегезия) в Португалии, входит в округ Лиссабон. Является составной частью муниципалитета Лиссабон. Находится в составе крупной городской агломерации Большой Лиссабон. По старому административному делению входил в провинцию Эштремадура. Входит в экономико-статистический субрегион Большой Лиссабон, который входит в Лиссабонский регион. Население составляет 1160 человек на 2001 год. Занимает площадь 0,12 км².
Покровителем района считается Антоний Падуанский (порт. Santo António).